# Francisco Ruiz Tejada
Francisco Ruiz Tejada (Jaén, 25 de marzo de 1822 - Jaén, 9 de octubre de 1894) fue un compositor y maestro de capilla español.

## Vida
Francisco Ruiz Tejada nació en Jaén, el 25 de marzo de 1822, y se formó musicalmente en la misma Catedral como seise. Ingresó en 1830 y tuvo que estudiar órgano continuo con el maestro de capilla Manuel Laguía, que llegó a la capilla de música en 1831.
En 1854 opositó para el magisterio de la Catedral de Jaén, que ganó en un examen en el que también participó José Sequera.
Permaneció en el cargo hasta 1857 y, tras jubilarse el organista Juan María Pancorbo, Ruiz dejó el magisterio y se ocupó de la organistía durante 10 años, siendo sustituido en el cargo por José Sequera de forma interina durante estos años.

Nº 844. Jaén, 10-VIII-1857. Francisco Ruiz Tejada, maestro de capilla de la catedral, solicita que se le releve del cargo de rector del Colegio de S. Eufrasio.
Yllmo. Sr. Dean y Cabildo de esta Sta. Yga.
D. Francº. Ruiz Tejada, Presbº. Beneficiado y Mtro. de Capilla de esta Sta. Ygla., a V. S. Y. reverentemte. Espone: Que por acuerdo Capitular en 9 de de. del año de 1855, tubo el honor de haber sido nombrado por V. S. Y. Rector y Admor. del Colegio de S. Eufrasio de dha. Sta. Ygla. y mas hallandome resentido de salud, sin otras circunstancias, qe. me impiden dar el esacto cumplimto. y continuar en el Rectorado y Admon. de dho. Colegio; desde luego, suplico a V. S. Y. se sirva relevarme de tan digno cargo, previo el visto y detenido examen de la relacion de cuentas a mi cometido; asi como tambien le doy infinitas gracias por la honrosa confianza qe. le mereci al conferirme estos cargos, rogandole al propio tiempo se digne dissimularle en lo qe. no halla alcanzado a llenar los deseos de tan digna corporacion. Dios gue. la vida de V. S. Y. ms. as. Jaen 10 de agosto de 1857.
Yllmo. Sr. Francº. Ruiz Tejada (rubricado)
Actas capitulares de la Catedral de Jaen, 10 de agosto de 1857

En 1874 o 1875 dejó la organistía en Jaén para ocupar el magisterio hasta su fallecimiento.

Nº 869. Jaén, 2-X-1883. Jacinto Verdejo Giménez, natural y vecino de Jaén, solicita el cargo de segundo organista de la catedral.
Exmo. Ilmo. Sr. Dean y Cabildo de esta Sta. Yglesia.
Jacinto Verdejo Gimenez, natural y vecino de esta capital, de estado soltero, a la edad de veinte y tres años, a V. E. I. espone: que teniendo conocimiento de la plaza vacante de 2º Organista de esta Sta. Yglesia, por muerte de D. Manuel de las Heras (q.e.p.d.), y hallándose, al parecer, con condiciones de poder desempeñar dicha plaza en música, canto-llano, etca. que ha cursado con el Presbº. D. Francisco Ruiz Tejada, maestro de capilla de dicha Sta. Yglesia Catedral.
Suplica a V. E. I. se digne admitirle, sometiéndose sin embargo a un examen relativo al cargo de dicha plaza.
Gracia que espera merecer de la bondad de V. E. I., cuyas vidas guarde Dios ms. as.
Actas capitulares de la Catedral de Jaen, 2 de octubre de 1883

En 1890 se quejaba del estado lamentable de la capilla de música:

Nº 880. Jaén, 15-V-1890. Francisco Ruiz Tejada, maestro de capilla de la catedral, expone el estado de la capilla de música y los abusos de los músicos.
Excmo. e Illmo. Sr. Dean y Cabildo de esta Sta Iga. Catedral
D. Francisco Ruiz Tejada, Presbº., Benefdº. mtro. de Capilla de esta Sta Iga. Catedral, a V. E. I. humildemente espone: qe. en vista del estado en qe. se halla lo qe. se llama Capilla, qe. no lo es por estar incompleta enteramente de voces las mas principales, como son Bajo, Tenor y Contralto (porqe. las qe. hay no sirven pa. ello), como V. E. lo observa siempre qe. hay musica; lo 1º. por estar algunos con poquisimo sueldo; lo 2º. qe. es la causa de este 1º el hacer muchas faltas mirando con indiferencia su obligacion, despreciando las multas porqe. no pasan algunas de un real. Ademas en los dias qe. hay sermon se marchan y cuando vuelven ya no se puede concordar la orquesta y se dan muchos escandalos, como el dia de la Ascension en el Credo, qe. se tubo qe. principiar en el incarnatus; razon por lo qe. salio pesimamente. Por lo tanto:
Suplico a V. E. I., como Benefdº. mtro. de Capilla, que, o se reforme lo qe. se dice orquesta o Capilla como debe estar, y en caso, qe. sean las multas mayores, o se suprima, cosa qe. seria quitar el culto a la Magestad. Lo cierto es qe., asi, no puede ni debe continuar la orquesta.
Y si arreglada hubiera faltas, recaiga sobre el esponente Mtro. de Capilla con reconvenciones o todo lo qe. convenga. Es cuanto puedo comunicar a V. E. I. para los efectos convenientes.
Actas capitulares de la Catedral de Jaen, 15 de mayo de 1890

Poco después, el 26 de octubre de 1890, Ruiz Tejada solicitaba su jubilación, pero se ofrecía a seguir dirigiendo la capilla de música. Francisco Ruiz Tejada falleció en el cargo en Jaén el 9 de octubre de 1894, siendo enterrado en la parroquia de San Bartolomé.

## Obra
Su obra, conservada en la Catedral de Jaén, es muy abundante, unas 20 obras en total, entre las que se cuentan misas, salmos, magníficats, responsorios y motetes.